# Jonathan Wathen-Waller
Sir Jonathan Wathen Waller GCH, 1.º Baronete de Braywick Lodge (1769 - 1853) era um médico de olhos cirurgião que serviu aos reis ingleses Jorge III, Jorge IV e Guilherme IV, além de seus familiares.

## Biografia
Waller nasceu Jonathan Wathen Phipps em 6 de outubro de 1769 em Londres filho de Joshua Allen Phipps e Maria, a enteada de Jonathan Wathen, um cirurgião de olhos bem conhecido, que praticava em Londres a partir de cerca de 1760 até sua morte, em 1808. O velho Jonathan por muitos anos teve um sócio minoritário em sua prática chamada James Ware, que acabou se tornando um dos melhores cirurgiões do olho conhecido na cidade. Quando Ware em 1791 dissolveu a sua parceria para começar a sua própria prática, Wathen assumiu seu neto Jonathan como aprendiz. Tal como aconteceu com Ware, a reputação médica de Phipp cresceu, e por 1795 ele tornou-se o oculista (oftalmologista) para o rei Jorge III e seus filhos.
A Guerra contra Napoleão ocorreu durante a última parte do reinado de Jorge III, e muitos soldados que regressavam a Grã-Bretanha da Batalha do Nilo havia contraído uma doença ocular virulenta conhecida como "oftalmia egípcia". Pouco se sabia na época sobre o tratamento de forma eficaz, e isso levou Phipps a começar em 1804 a Enfermaria Real de Doenças do Olho, que foi o primeiro hospital do gênero em Londres. A criação desta instituição precedeu por vários meses a fundação em 1805 por John Cunningham Saunders do Dispensário, muito mais conhecido em Londres para a cura de doenças do olho e orelha, em Charterhouse Square, que mais tarde tornou-se o Real Hospital Oftalmológico de Londres.
Phipps em 1814 assumiu o nome de Waller para herdar os bens de seu bisavô materno Thomas Waller (morto em 1731), e ele usou o nome de Jonathan Waller Wathen em 27 de dezembro de 1814, quando Jorge III o criou 1.º Baronete de Braywick Lodge. Quando Jorge III morreu em 1815, Jonathan tornou-se então o médico do filho mais velho e herdeiro de Jorge III, Jorge IV, e quando o rei morreu, em 1830, Jonathan participou em seu leito de morte. Em seguida, ele se tornou o médico para o irmão mais novo de Jorge IV e seu sucessor Guilherme IV. O novo rei logo depois, em 1832, fez Jonathan um Cavaleiro da Grande Cruz da Real Ordem Guélfica (GCH).
Waller-Wathen morreu em 1 de janeiro de 1853.